# Betty Nuthall
Betty May Nuthall, gift Shoemaker, född 23 mars 1911, Surbiton, Surrey, England, död 8 november 1983 i New York, var en brittisk högerhänt tennisspelare.
Nuthall var åren runt 1930 en av världens främsta kvinnliga tennisspelare och den första brittiskan som vann singeltiteln i Amerikanska mästerskapen. 
Hon upptogs 1977 i International Tennis Hall of Fame.

## Tenniskarriären
Betty Nuthall rankades bland världens 10 bästa kvinnliga tennisspelare 1927, 1929, 1930, 1931 och 1933. Hon vann 9 titlar i Grand Slam- turneringar, varav 1 i singel, 4 i dubbel och 4 i mixed dubbel.
På våren 1927 vann Nuthall, 16 år gammal, Brittiska Hard Court- titeln. Senare på sommaren nådde hon oseedad kvartsfinalen i Wimbledonmästerskapen efter att i andra omgången ha besegrat Molla Mallory. Hon reste sedan över till USA för att delta i  Amerikanska mästerskapen som vid den tiden spelades på gräsbanorna vid Forest Hills i New York. Hon nådde sensationellt finalen och blev därmed den jämte Elisabeth Moore (1892) yngsta finalisten i turneringen. Rekordet stod sig till 1978 då amerikanskan Pam Shriver nådde finalen, också hon 16 år gammal men 4 månader yngre än Moore och Nuthall varit i sina finaler. I finalen 1927 mötte Nuthall amerikanskan Helen Wills som vann med 6–1, 6–4. 
Under de följande säsongerna ändrade Nuthall sitt spel, bland annat började hon serva över huvudet istället för att använda underhandserve. Hon reste 1930, fortfarande tonåring, över till USA igen tillsammans med sin bror Jimmy, som själv var brittisk juniormästare. I amerikanska mästerskapen besegrade hon den andraseedade Midge Morrill och nådde finalen där hon mötte den förstaseedade Anna Harper. Nuthall vann med 6–1, 6–4. Hon var enda kvinnliga brittiska segrare i mästerskapen fram till Virginia Wades seger 1968.
Säsongen 1931 spelade Nuthall också final i  Franska mästerskapen på grusbanorna vid Roland Garros. På vägen dit besegrade hon Helen Jacobs och i semifinalen tyskan Hilde Krahwinkel Sperling. Finalen förlorade hon mot tyskan Cilly Aussem (6–8, 1–6).
I sitt försök 1931 att försvara sin singeltitel i Amerikanska mästerskapen, nådde hon semifinalen som hon förlorade mot brittiskan Eileen Bennett. År 1933 förlorade hon åter i semifinalen, den gången mot Helen Wills Moody (6–2, 3–6, 2–6).  
Betty Nuthall var också framgångsrik som dubbelspelare. Hon vann 1930 sin första dubbeltitel av tre i Amerikanska mästerskapen tillsammans med Sarah Palfrey. Hon vann titeln också 1931 och 1933. År 1931 vann hon dubbeltiteln i Franska mästerskapen. Sina mixed dubbel-titlar vann hon tillsammans med George Lott (Amerikanska mästerskapen) och Fred Perry.
Betty Nuthall spelade i det brittiska Wightman Cup-laget 1927–1929, 1931–1934 och 1939. 

## Spelaren och personen
Betty Nuthall började spela tennis vid 7 års ålder under ledning av sin far. Hon baserade sitt spel i första hand på sin utmärkta forehand. Hon använde sin tennisracket närmast som ett slagträ och slog till bollen med mycket stor kraft. Hon var en mycket snabb spelare och spelade varierat med god längd på bollarna och hade god taktisk blick för spelet. 
Fram till 1927 använde hon underhandsserve, därefter bytte hon till att slå serven över huvudet. 
Betty Nuthall gifte sig i New York med Franklin Shoemaker. Paret bosatte sig i New York.

## Grand Slam-titlar
- Franska mästerskapen
  - Dubbel - 1931
  - Mixed dubbel - 1931, 1932
- Amerikanska mästerskapen
  - Singel - 1930
  - Dubbel - 1930, 1931, 1933
  - Mixed dubbel - 1929, 1931